# محمد مدكور
محمد مدكور ( في مصر - ) دراج من مصر. تنافس في حدثين في دورة الألعاب الأولمبية الصيفية لعام 1924.

## روابط خارجية
- محمد مدكور على موقع إحصائيات الدراجات الإحترافية (الإنجليزية)
- محمد مدكور على موقع أوليمبيديا (الإنجليزية)